# Alberto-Bonacossa-Trophäe
Die Alberto-Bonacossa-Trophäe war ein Preis, der vom Internationalen Olympischen Komitee (IOC) jährlich an Nationale Olympische Komitees (NOK) verliehen wurde, die sich im Jahr vor der Verleihung in besonderer Weise um die olympische Bewegung und die Verbreitung der olympischen Ideale verdient gemacht hatten.
Gestiftet wurde die Auszeichnung 1954 vom Nationalen Olympischen Komitee Italiens (Comitato Olimpico Nazionale Italiano) und der Familie des italienischen Sportfunktionärs Alberto Bonacossa, der von 1925 bis zu seinem Tod im Jahr 1953 Mitglied des IOC gewesen war. Das IOC akzeptierte die Stiftung des Preises im Rahmen seiner in Athen stattfindenden 49. Sitzung im Mai 1954 und übernahm die Verleihung. Während der 75. Sitzung des IOC 1975 in Wien wurde die Einstellung des Preises beschlossen.
Im Jahr 1958 erhielten das Nationale Olympische Komitee für Deutschland und das Nationale Olympische Komitee der DDR gemeinsam die Alberto-Bonacossa-Trophäe in Würdigung der Aufstellung der gesamtdeutschen Mannschaft im Jahr 1956 für die Sommerspiele in Melbourne und die Winterspiele in Cortina d’Ampezzo.